# 秋田県道40号横手東成瀬線
秋田県道40号横手東成瀬線（あきたけんどう40ごう よこてひがしなるせせん）は、秋田県横手市から雄勝郡東成瀬村に至る県道（主要地方道）である。

## 概要
国道13号交点から国道107号重複して路線が始まり、横手市山内土渕で国道107号から分岐する。JR東日本 北上線 相野々駅前を通り、秋田自動車道を立体交差してすぐに山内バスストップとの接続点があり、ここから南西方向、横手川沿いに上流の三又温泉までさかのぼる。三又温泉から先は、大型車が通行不能になる道幅の狭い道路で、市村境界の山越えをし、終点の国道397号交点に至る。

### 路線データ
- 総延長 : 31.805 km[2]
- 実延長 : 25.405 km[2]
- 起点 : 秋田県横手市安田字ブンナ沢6番1地先（安田交差点、国道13号交点）[3]
- 終点 : 秋田県雄勝郡東成瀬村岩井川字矢櫃23番12（国道397号交点）[3]
- 未供用区間 : なし[2]

## 歴史
- 1983年（昭和58年）1月11日 - 秋田県道に認定される[3]。
- 1993年（平成5年）5月11日 - 建設省から、県道横手東成瀬線が横手東成瀬線として主要地方道に指定される[4]。

## 路線状況

### 重複区間
- 国道107号・秋田県道1号盛岡横手線（横手市安田字ブンナ沢・起点 - 横手市山内土渕字下虫内・交点）、6.4 km[2]
- 秋田県道272号御所野安田線（横手市安田字ブンナ沢・起点 - 秋田県横手市前郷・地域振興局入口交差点）

### 冬期閉鎖区間
- 区間 : 横手市山内三又 - 雄勝郡東成瀬村岩井川字入道[5]
  - 期日 : 10月下旬 - 翌年春[6]

### 交通不能区間
- なし[7]
- 大型車通行規制区間 : 横手市山内三又 - 雄勝郡東成瀬村岩井川字入道

## 地理

### 通過する自治体
- 横手市 - 雄勝郡東成瀬村

### 交差する道路
| 施設名                  | 接続路線名                                                                                  | 備考                                      | 所在地                                                       |
| ----------------------- | ------------------------------------------------------------------------------------------- | ----------------------------------------- | ------------------------------------------------------------ |
| 安田交差点              | 国道13号・国道107号 （=重複 国道342号・ 秋田県道1号盛岡横手線・ 秋田県道272号御所野安田線） | 起点 国道342号起点 県道1号・県道272号終点 | 横手市安田字ブンナ沢                                         |
| 地域振興局入口交差点    | 秋田県道272号御所野安田線 雄平東部広域農道                                                  | 国道107号・県道1号重複区間 広域農道起点   | 横手市前郷                                                   |
| 相野々入口交差点        | 国道107号 （=重複 秋田県道1号盛岡横手線）                                                   |                                           | 横手市山内土渕字下虫内北緯39度17分3.26秒 東経140度36分48.3秒 |
| 以上、国道107号重複区間 |                                                                                             |                                           |                                                              |
| 山内バスストップ        | 秋田自動車道                                                                                | 乗降の接続                                |                                                              |
|                         | 秋田県道320号南郷黒沢線                                                                     | 県道320号起点                             | 横手市山内南郷字南郷坂北緯39度15分7.2秒 東経140度41分6.8秒   |
|                         | 国道397号                                                                                   | 終点                                      | 雄勝郡東成瀬村岩井川字矢櫃                                   |

### 沿線の施設
- JR東日本 奥羽本線
  - 横手駅
- JR東日本 北上線
  - 横手駅
  - 相野々駅
- 秋田県立横手清陵学院高等学校
- 横手市立山内中学校
- 秋田自動車道・山内バスストップ
- 南郷温泉
- 三又温泉